# Stávros Pílios
Stávros Pílios (en grec moderne : Σταύρος Πήλιος), né le 10 décembre 2000 à Rhodes en Grèce, est un footballeur grec qui joue au poste d'arrière gauche à l'AEK Athènes.

## Biographie

### En club
Né à Rhodes en Grèce, Stávros Pílios est formé par le PAS Giannina. Il joue son premier match en professionnel avec ce club, le 3 octobre 2019 face au Enosi Aspropyrgou en coupe de Grèce. Il entre en jeu et son équipe s'impose par deux buts à zéro,.
Il fait sa première apparition en première division grecque le 31 janvier 2021 contre l'Atromitos Athènes. Il est titularisé lors de cette rencontre perdue par son équipe (0-1 score final).
Lors de l'été 2023, Stávros Pílios rejoint l'AEK Athènes pour un contrat de quatre ans, soit jusqu'en juin 2027.
Il joue son premier match le 4 novembre 2023, lors d'une rencontre de championnat contre le AE Kifisias. Il entre en jeu et les deux équipes se neutralisent (1-1 score final).